# Jewgienij Łapinski
Jewgienij Walentinowicz Łapinski (ros. Евгений Валентинович Лапинский, ur. 23 marca 1942 we wsi Krasnoje Zagorje w obwodzie woroneskim, zm. 29 września 1999 w Odessie) – radziecki siatkarz. Dwukrotny medalista olimpijski.
W reprezentacji Związku Radzieckiego grał w latach 1965–1972. Oprócz dwóch medali igrzysk olimpijskich – złota w 1968 i brązu w 1972 – sięgnął po brąz mistrzostw świata (1966) i dwukrotnie został mistrzem Europy (1967, 1971). W rozgrywkach klubowych grał w zespole z Odessy, umarł w tym mieście.